# Hans Backoffen
Hans Backoffen (Sulzbach, 1470 - Mogúncia, 21 de setembro de 1519) foi um escultor alemão. Era cidadão de Mogúncia e esteve a serviço de arcebispos como escultor. Seu trabalho provavelmente foi realizado entre 1505 e 1519 naquela mesma cidade.